# 天主教聖安德列斯暨普羅維登西亞宗座代牧區
天主教聖安德列斯暨普羅維登西亞宗座代牧區（拉丁語：Vicariatus Apostolicus Sancti Andreae et Providentiae）是哥倫比亞一個羅馬天主教宗座代牧區，直屬教廷。

## 歷史
1912年6月20日成立自治傳教團，1946年11月11日升為宗座監牧區，2000年12月5日升為代牧區。

## 現況
代牧區位於加勒比海的聖安德列斯-普羅維登西亞和聖卡塔利娜群島省，教座位於首府聖安德列斯。2013年有教友63,000人（佔轄區總人口68.5%）、十個堂區、十九名司鐸。現任宗座代牧為尤利西斯·岡薩雷斯·桑切斯。